# Großer Preis von Österreich 2014
Der Große Preis von Österreich 2014 (offiziell Formula 1 DHL Grosser Preis Von Österreich 2014) fand am 22. Juni auf dem Red Bull Ring in Spielberg statt und war das achte Rennen der Formel-1-Weltmeisterschaft 2014.

## Bericht

### Hintergrund

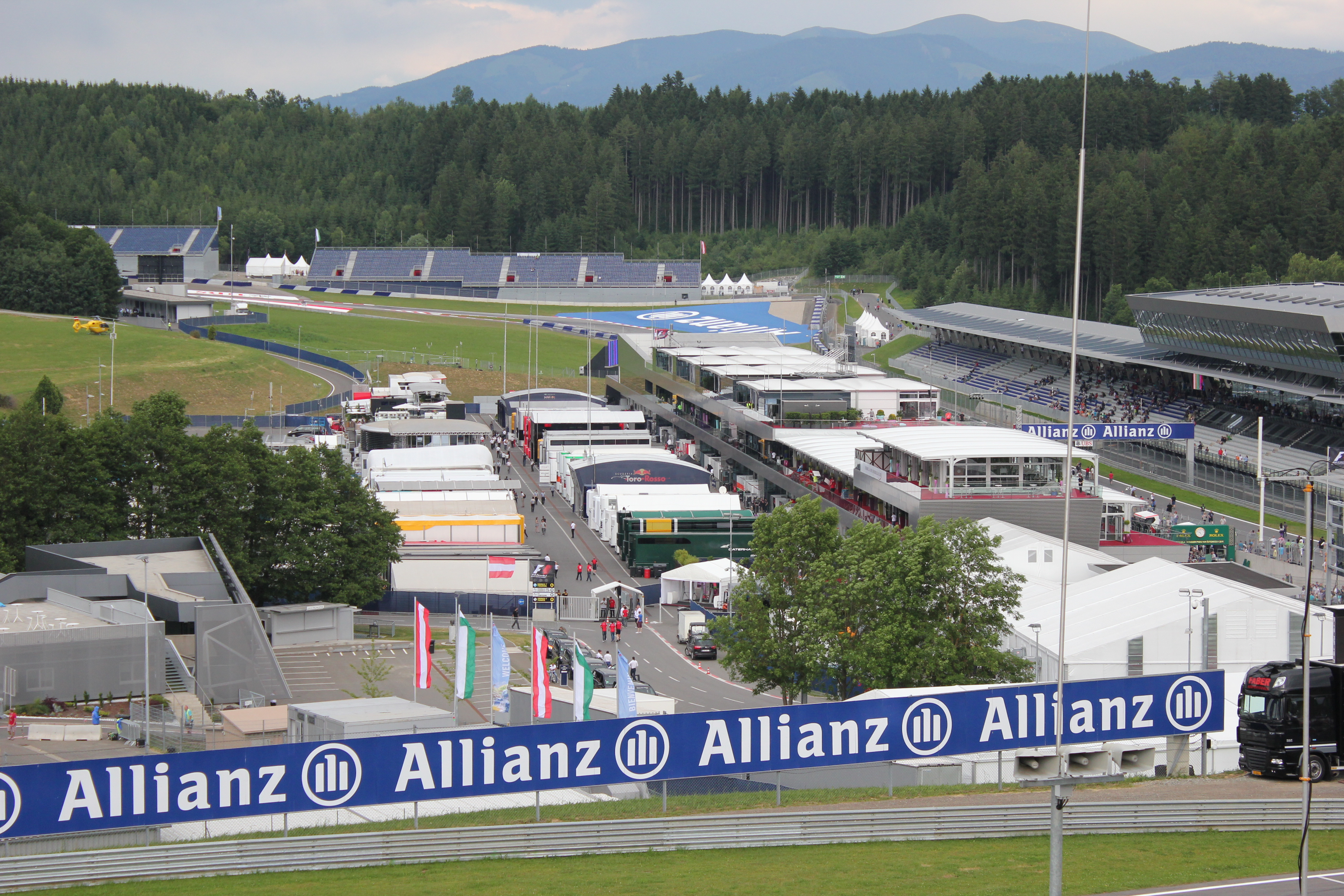
Das Fahrerlager

Nach dem Großen Preis von Kanada führte Nico Rosberg in der Fahrerwertung mit 22 Punkten vor Lewis Hamilton und mit 61 Punkten vor Daniel Ricciardo. In der Konstrukteurswertung führte Mercedes mit 119 Punkten vor Red Bull-Renault und mit 171 Punkten vor Ferrari.
Beim Großen Preis von Österreich stellte Pirelli den Fahrern die Reifenmischungen P Zero Soft (gelb) und P Zero Supersoft (rot) sowie für Nässe Cinturato Intermediates (grün) und Cinturato Full-Wets (blau) zur Verfügung.
Es gab zwei DRS-Zonen, die erste Zone begann genau 85 Meter nach der Remus, der Messpunkt lag 360 Meter vor dieser Kurve. Die zweite Zone befand sich auf der Start-Ziel-Geraden und begann 110 Meter nach der Red Bull Mobile, gemessen wurde der Abstand zwischen den Fahrzeugen 10 Meter nach der Rindt.
Der Konstrukteur Sauber startete bei diesem Rennen zum 300. Mal zu einem Grand Prix.
Jules Bianchi, Pastor Maldonado (jeweils vier), Valtteri Bottas, Marcus Ericsson, Kevin Magnussen und Adrian Sutil (jeweils zwei) gingen mit Strafpunkten ins Rennwochenende.
Es trat kein ehemaliger Sieger zu diesem Grand Prix an. Die letzte Austragung des Großen Preises von Österreich fand 2003 statt.
Als Rennkommissare fungierten Garry Connelly (AUS), Walter Jobst (AUT), Tom Kristensen (DEN) und Nish Shetty (SIN).

### Training
Im ersten Training fuhr Rosberg die Bestzeit vor Hamilton und Fernando Alonso. Wie im vorherigen Rennen hatte Rosberg Probleme mit der ERS-Kühlung.
Im zweiten freien Training übernahm Hamilton die Führung vor Rosberg. Alonso blieb Dritter.
Im dritten freien Training war Bottas am schnellsten. Hamilton wurde Zweiter, Felipe Massa Dritter.

### Qualifying
Das Qualifying bestand aus drei Teilen mit einer Nettolaufzeit von 45 Minuten. Im ersten Qualifying-Segment (Q1) hatten die Fahrer 18 Minuten Zeit, um sich für das Rennen zu qualifizieren. Alle Fahrer, die im ersten Abschnitts eine Zeit erzielten, die maximal 107 Prozent der schnellsten Rundenzeit betrug, qualifizierten sich für den Grand Prix. Die besten 16 Fahrer erreichten den nächsten Teil. Hamilton fuhr die schnellste Runde. Die Caterham-, Marussia- und Sauber-Piloten schieden aus.
Der zweite Abschnitt (Q2) dauerte 15 Minuten. Die schnellsten zehn Piloten qualifizierten sich für den dritten Teil des Qualifyings. Rosberg ging in Führung. Die Lotus-Piloten sowie Jean-Éric Vergne, Sebastian Vettel, Jenson Button und Sergio Pérez schieden aus.
Der finale Abschnitt (Q3) ging über eine Zeit von zwölf Minuten, in denen die ersten zehn Startpositionen vergeben wurden. Massa erzielte die schnellste Runde und damit seine erste Pole-Position für Williams vor seinem Teamkollegen Bottas und Rosberg. Es war die erste Pole-Position der Saison, die nicht an einen Fahrer des Mercedes-Teams ging. Hamilton und Nico Hülkenberg setzten in diesem Abschnitt keine Zeit, da ihre Rundenzeiten aufgrund des Verlassens der Strecke in der Rindt gestrichen wurden. Für Massa war es die erste Pole-Position seit dem Großen Preis von Brasilien 2008. Es sollte auch seine 16. und letzte Karriere-Pole werden.

### Rennen

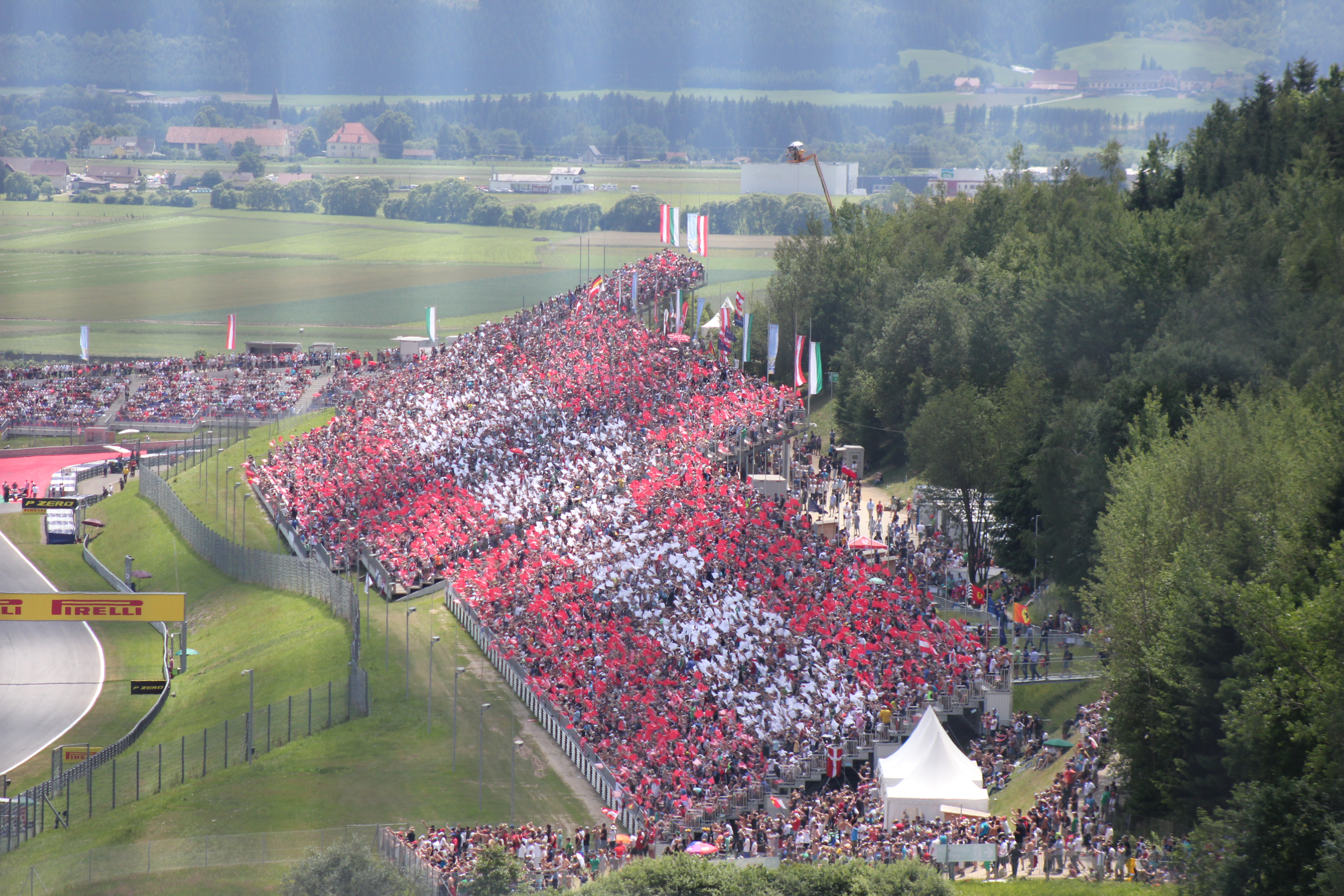
Blick auf die Tribüne vor der zweiten Gerade am Rennsonntag

Massa behielt die Führung beim Start, während sein Teamkollege Bottas von Rosberg überholt wurde. Bottas gelang es jedoch zu kontern und er ging vor der Remus wieder vorbei und zurück auf die zweite Position. Hamilton fuhr beim Start auf Platz fünf und überholte Alonso in der ersten Runde. Vettels Motor erlitt nach der Remus einen Leistungsverlust und Vettel rollte aus. Nachdem er von der Spitze überrundet worden war, brachte sein Motor wieder die übliche Leistung. Beim Einfädeln in den Verkehr blockierte er seinem Teamkollegen Ricciardo unabsichtlich die Spur, sodass dieser kurz durchs Kiesbett fuhr.
Massa führte in der Anfangsphase vor Bottas, Rosberg und Hamilton, die sich etwas vom restlichen Feld absetzen. In der zehnten Runde begannen die ersten Boxenstopps. Aus der Führungsgruppe war Rosberg in der zwölften Runde der erste, der stoppte. Danach folgten in den nächsten Runden Hamilton, Massa und Bottas, der kurzzeitig in Führung ging und damit seine ersten Führungsrunden in der Formel 1 absolvierte. Rosberg ging an beiden Williams vorbei, Massa fiel hinter seine drei Kontrahenten zurück. Alle vier Piloten lagen hinter Pérez, der mit der härteren Reifenmischung noch nicht an der Box gewesen war und nun das Rennen anführte. Bei den ersten Boxenstopps wurde Esteban Gutiérrez zu früh das Zeichen zum Losfahren gegeben. Er erhielt eine 10-Sekunden-Zeitstrafe und eine Strafversetzung beim nächsten Rennen in Höhe von zehn Startpositionen.
Nachdem Daniil Kwjat mit einem abgeknickten rechten Hinterreifen ausgefallen war, überholte Rosberg Pérez in der 27. Runde. Bottas ging mit vorbei, während Hamilton zwei Runden hinter Pérez herfuhr. In der 31. Runde ging Bottas kurzzeitig im ersten Sektor an Rosberg, dem ein Fahrfehler in der ersten Kurve passiert war, vorbei, wurde jedoch sofort zurück überholt, sodass Rosberg die Führung behielt. Im hinteren Feld beschädigte sich Vettel indes seinen Frontflügel bei einer Kollision mit Gutiérrez. Vettel gab das Rennen ein paar Runden später an der Box auf.
In der 40. Runde ging Hamilton als Erster des Führungsquartetts an die Box. Rosberg folgte eine Runde später, sodass die Führung wieder an Bottas ging. Rosberg blieb vor Hamilton. Nachdem Bottas an die Box gegangen und hinter Hamilton zurückgefallen war, führten Massa und Alonso das Rennen bis zu ihren Stopps an. Nach den letzten Stopps führte Rosberg vor Hamilton, Bottas, Massa und Alonso. In dieser Phase hatten beide Mercedes-Piloten Bremsprobleme, wurden jedoch nicht von Bottas unter Druck gesetzt. Alonso schloss bis zur 60. Runde auf Massa auf, kam jedoch nicht vorbei und fiel wieder etwas zurück. Kurz vor Ende des Rennens gab Vergne mit einem Bremsdefekt auf. Pérez ging in der Schlussphase noch an Magnussen vorbei auf die sechste Position und erzielte die schnellste Rennrunde. Kimi Räikkönen, der auf dem zehnten Platz lag, war während des letzten Renndrittels von der Box aufgefordert worden, zwei Zehntelsekunden pro Runde schneller zu fahren. Er bat das Team darauf, ihm „gefälligst mehr Power“ zu geben.
Rosberg gewann das Rennen vor Hamilton und Bottas. Es war Bottas erste Podest-Platzierung in der Formel 1 und Rosberg´s sechster Sieg. Massa wurde Vierter, Alonso Fünfter. Pérez, Magnussen, Ricciardo, Hülkenberg und Räikkönen komplettierten die Top 10.
In beiden Weltmeisterschaftswertungen blieben die jeweils ersten drei Positionen unverändert.

## Meldeliste
| Team                          | Nr. | Fahrer            | Chassis           | Motor                 | Reifen |
| ----------------------------- | --- | ----------------- | ----------------- | --------------------- | ------ |
| Infiniti Red Bull Racing      | 01  | Sebastian Vettel  | Red Bull RB10     | Renault 1.6 V6T       | P      |
| Infiniti Red Bull Racing      | 03  | Daniel Ricciardo  | Red Bull RB10     | Renault 1.6 V6T       | P      |
| Marussia F1 Team              | 04  | Max Chilton       | Marussia MR03     | Ferrari 1.6 V6T       | P      |
| Marussia F1 Team              | 17  | Jules Bianchi     | Marussia MR03     | Ferrari 1.6 V6T       | P      |
| Mercedes AMG Petronas F1 Team | 06  | Nico Rosberg      | Mercedes F1 W05   | Mercedes-Benz 1.6 V6T | P      |
| Mercedes AMG Petronas F1 Team | 44  | Lewis Hamilton    | Mercedes F1 W05   | Mercedes-Benz 1.6 V6T | P      |
| Scuderia Ferrari              | 07  | Kimi Räikkönen    | Ferrari F14 T     | Ferrari 1.6 V6T       | P      |
| Scuderia Ferrari              | 14  | Fernando Alonso   | Ferrari F14 T     | Ferrari 1.6 V6T       | P      |
| Lotus F1 Team                 | 08  | Romain Grosjean   | Lotus E22         | Renault 1.6 V6T       | P      |
| Lotus F1 Team                 | 13  | Pastor Maldonado  | Lotus E22         | Renault 1.6 V6T       | P      |
| Caterham F1 Team              | 09  | Marcus Ericsson   | Caterham CT05     | Renault 1.6 V6T       | P      |
| Caterham F1 Team              | 10  | Kamui Kobayashi   | Caterham CT05     | Renault 1.6 V6T       | P      |
| Sahara Force India F1 Team    | 11  | Sergio Pérez      | Force India VJM07 | Mercedes-Benz 1.6 V6T | P      |
| Sahara Force India F1 Team    | 27  | Nico Hülkenberg   | Force India VJM07 | Mercedes-Benz 1.6 V6T | P      |
| Williams Martini Racing       | 19  | Felipe Massa      | Williams FW36     | Mercedes-Benz 1.6 V6T | P      |
| Williams Martini Racing       | 77  | Valtteri Bottas   | Williams FW36     | Mercedes-Benz 1.6 V6T | P      |
| McLaren Mercedes              | 20  | Kevin Magnussen   | McLaren MP4-29    | Mercedes-Benz 1.6 V6T | P      |
| McLaren Mercedes              | 22  | Jenson Button     | McLaren MP4-29    | Mercedes-Benz 1.6 V6T | P      |
| Sauber F1 Team                | 21  | Esteban Gutiérrez | Sauber C33        | Ferrari 1.6 V6T       | P      |
| Sauber F1 Team                | 99  | Adrian Sutil      | Sauber C33        | Ferrari 1.6 V6T       | P      |
| Scuderia Toro Rosso           | 25  | Jean-Éric Vergne  | Toro Rosso STR9   | Renault 1.6 V6T       | P      |
| Scuderia Toro Rosso           | 26  | Daniil Kwjat      | Toro Rosso STR9   | Renault 1.6 V6T       | P      |

## Klassifikationen

### Qualifying
| Pos.                                                                      | Fahrer            | Konstrukteur         | Q1       | Q2       | Q3         | Start |
| ------------------------------------------------------------------------- | ----------------- | -------------------- | -------- | -------- | ---------- | ----- |
| 01                                                                        | Felipe Massa      | Williams-Mercedes    | 1:10,292 | 1:09,239 | 1:08,759   | 01    |
| 02                                                                        | Valtteri Bottas   | Williams-Mercedes    | 1:10,356 | 1:09,096 | 1:08,846   | 02    |
| 03                                                                        | Nico Rosberg      | Mercedes             | 1:09,695 | 1:08,974 | 1:08,944   | 03    |
| 04                                                                        | Fernando Alonso   | Ferrari              | 1:10,405 | 1:09,479 | 1:09,285   | 04    |
| 05                                                                        | Daniel Ricciardo  | Red Bull-Renault     | 1:10,395 | 1:09,638 | 1:09,466   | 05    |
| 06                                                                        | Kevin Magnussen   | McLaren-Mercedes     | 1:10,081 | 1:09,473 | 1:09,515   | 06    |
| 07                                                                        | Daniil Kwjat      | Toro Rosso-Renault   | 1:09,678 | 1:09,490 | 1:09,619   | 07    |
| 08                                                                        | Kimi Räikkönen    | Ferrari              | 1:10,285 | 1:09,657 | 1:10,795   | 08    |
| 09                                                                        | Lewis Hamilton    | Mercedes             | 1:09,514 | 1:09,092 | keine Zeit | 09    |
| 10                                                                        | Nico Hülkenberg   | Force India-Mercedes | 1:10,389 | 1:09,624 | keine Zeit | 10    |
| 11                                                                        | Sergio Pérez      | Force India-Mercedes | 1:10,124 | 1:09,754 | –          | 15    |
| 12                                                                        | Jenson Button     | McLaren-Mercedes     | 1:10,252 | 1:09,780 | –          | 11    |
| 13                                                                        | Sebastian Vettel  | Red Bull-Renault     | 1:10,630 | 1:09,801 | –          | 12    |
| 14                                                                        | Pastor Maldonado  | Lotus-Renault        | 1:10,821 | 1:09,939 | –          | 13    |
| 15                                                                        | Jean-Éric Vergne  | Toro Rosso-Renault   | 1:10,161 | 1:10,073 | –          | 14    |
| 16                                                                        | Romain Grosjean   | Lotus-Renault        | 1:10,461 | 1:10,642 | –          | Box   |
| 17                                                                        | Adrian Sutil      | Sauber-Ferrari       | 1:10,825 | –        | –          | 16    |
| 18                                                                        | Esteban Gutiérrez | Sauber-Ferrari       | 1:11,349 | –        | –          | 17    |
| 19                                                                        | Jules Bianchi     | Marussia-Ferrari     | 1:11,412 | –        | –          | 18    |
| 20                                                                        | Kamui Kobayashi   | Caterham-Renault     | 1:11,673 | –        | –          | 19    |
| 21                                                                        | Max Chilton       | Marussia-Ferrari     | 1:11,775 | –        | –          | 21    |
| 22                                                                        | Marcus Ericsson   | Caterham-Renault     | 1:12,673 | –        | –          | 20    |
| 107-Prozent-Zeit: 1:14,379 min (bezogen auf Q1-Bestzeit von 1:09,514 min) |                   |                      |          |          |            |       |

Anmerkungen
1. ↑  Pérez wurde wegen des Verursachens einer Kollision beim Großen Preis von Kanada um fünf Positionen nach hinten versetzt.
2. ↑  Grosjean musste aus der Boxengasse starten, da an seinem Wagen Teile ausgetauscht wurden, als er unter Parc-fermé-Bedingungen stand.
3. ↑  Chilton wurde wegen des Verursachens einer Kollision beim Großen Preis von Kanada um drei Positionen nach hinten versetzt.

### Rennen
| Pos. | Fahrer            | Konstrukteur         | Runden | Zeit        | Start | Schnellste Runde |
| ---- | ----------------- | -------------------- | ------ | ----------- | ----- | ---------------- |
| 01   | Nico Rosberg      | Mercedes             | 71     | 1:27:54,976 | 03    | 1:12,598 (50.)   |
| 02   | Lewis Hamilton    | Mercedes             | 71     | + 1,932     | 09    | 1:12,217 (41.)   |
| 03   | Valtteri Bottas   | Williams-Mercedes    | 71     | + 8,172     | 02    | 1:12,581 (63.)   |
| 04   | Felipe Massa      | Williams-Mercedes    | 71     | + 17,358    | 01    | 1:12,586 (63.)   |
| 05   | Fernando Alonso   | Ferrari              | 71     | + 18,553    | 04    | 1:12,595 (58.)   |
| 06   | Sergio Pérez      | Force India-Mercedes | 71     | + 28,546    | 15    | 1:12,142 (59.)   |
| 07   | Kevin Magnussen   | McLaren-Mercedes     | 71     | + 32,031    | 06    | 1:12,746 (53.)   |
| 08   | Daniel Ricciardo  | Red Bull-Renault     | 71     | + 43,522    | 05    | 1:13,060 (55.)   |
| 09   | Nico Hülkenberg   | Force India-Mercedes | 71     | + 44,137    | 10    | 1:13,156 (60.)   |
| 10   | Kimi Räikkönen    | Ferrari              | 71     | + 47,777    | 08    | 1:12,884 (55.)   |
| 11   | Jenson Button     | McLaren-Mercedes     | 71     | + 50,966    | 11    | 1:12,858 (60.)   |
| 12   | Pastor Maldonado  | Lotus-Renault        | 70     | + 1 Runde   | 13    | 1:13,187 (64.)   |
| 13   | Adrian Sutil      | Sauber-Ferrari       | 70     | + 1 Runde   | 16    | 1:13,709 (59.)   |
| 14   | Romain Grosjean   | Lotus-Renault        | 70     | + 1 Runde   | Box   | 1:13,953 (42.)   |
| 15   | Jules Bianchi     | Marussia-Ferrari     | 69     | + 2 Runden  | 18    | 1:14,476 (65.)   |
| 16   | Kamui Kobayashi   | Caterham-Renault     | 69     | + 2 Runden  | 19    | 1:15,274 (40.)   |
| 17   | Max Chilton       | Marussia-Ferrari     | 69     | + 2 Runden  | 21    | 1:14,847 (40.)   |
| 18   | Marcus Ericsson   | Caterham-Renault     | 69     | + 2 Runden  | 20    | 1:14,672 (33.)   |
| 19   | Esteban Gutiérrez | Sauber-Ferrari       | 69     | + 2 Runden  | 17    | 1:14,036 (53.)   |
| –    | Jean-Éric Vergne  | Toro Rosso-Renault   | 59     | DNF         | 14    | 1:13,317 (55.)   |
| –    | Sebastian Vettel  | Red Bull-Renault     | 34     | DNF         | 12    | 1:14,254 (30.)   |
| –    | Daniil Kwjat      | Toro Rosso-Renault   | 24     | DNF         | 07    | 1:14,332 (23.)   |

## WM-Stände nach dem Rennen
Die ersten zehn des Rennens bekamen 25, 18, 15, 12, 10, 8, 6, 4, 2 bzw. 1 Punkt(e).

### Fahrerwertung
| Pos. | Fahrer           | Konstrukteur         | Punkte |
| ---- | ---------------- | -------------------- | ------ |
| 01   | Nico Rosberg     | Mercedes             | 165    |
| 02   | Lewis Hamilton   | Mercedes             | 136    |
| 03   | Daniel Ricciardo | Red Bull-Renault     | 83     |
| 04   | Fernando Alonso  | Ferrari              | 79     |
| 05   | Sebastian Vettel | Red Bull-Renault     | 60     |
| 06   | Nico Hülkenberg  | Force India-Mercedes | 59     |
| 07   | Valtteri Bottas  | Williams-Mercedes    | 55     |
| 08   | Jenson Button    | McLaren-Mercedes     | 43     |
| 09   | Felipe Massa     | Williams-Mercedes    | 30     |
| 10   | Kevin Magnussen  | McLaren-Mercedes     | 29     |
| 11   | Sergio Pérez     | Force India-Mercedes | 28     |

| Pos. | Fahrer            | Konstrukteur       | Punkte |
| ---- | ----------------- | ------------------ | ------ |
| 12   | Kimi Räikkönen    | Ferrari            | 19     |
| 13   | Romain Grosjean   | Lotus-Renault      | 8      |
| 14   | Jean-Éric Vergne  | Toro Rosso-Renault | 8      |
| 15   | Daniil Kwjat      | Toro Rosso-Renault | 4      |
| 16   | Jules Bianchi     | Marussia-Ferrari   | 2      |
| 17   | Adrian Sutil      | Sauber-Ferrari     | 0      |
| 18   | Marcus Ericsson   | Caterham-Renault   | 0      |
| 19   | Pastor Maldonado  | Lotus-Renault      | 0      |
| 20   | Esteban Gutiérrez | Sauber-Ferrari     | 0      |
| 21   | Max Chilton       | Marussia-Ferrari   | 0      |
| 22   | Kamui Kobayashi   | Caterham-Renault   | 0      |

### Konstrukteurswertung
| Pos. | Konstrukteur         | Punkte |
| ---- | -------------------- | ------ |
| 01   | Mercedes             | 301    |
| 02   | Red Bull-Renault     | 143    |
| 03   | Ferrari              | 98     |
| 04   | Force India-Mercedes | 87     |
| 05   | Williams-Mercedes    | 85     |
| 06   | McLaren-Mercedes     | 72     |

| Pos. | Konstrukteur       | Punkte |
| ---- | ------------------ | ------ |
| 07   | Toro Rosso-Renault | 12     |
| 08   | Lotus-Renault      | 8      |
| 09   | Marussia-Ferrari   | 2      |
| 10   | Sauber-Ferrari     | 0      |
| 11   | Caterham-Renault   | 0      |